# Marek Jankulovski
Marek Jankulovski, né le 9 mai 1977 à Ostrava en Tchéquie est un footballeur international tchèque qui évoluait au poste d'arrière gauche. 
Il est connu pour être un membre de la génération dorée de l'équipe nationale de Tchéquie aux côtés de joueurs tels que Pavel Nedvěd, Petr Čech, Tomáš Rosický, Zdeněk Grygera, Jan Koller ou encore Vladimír Šmicer. Avec sa sélection, il a notamment participé à l'Euro 2000, l'Euro 2004, la Coupe du monde 2006 et l'Euro 2008. En club, il a surtout évolué en Italie et s'est principalement distingué avec le Milan AC, club avec lequel il remporte la Ligue des champions en 2007 et la Serie A en 2011.
Il est désormais reconverti au poste de directeur sportif.

## Biographie

### Carrière en club

#### Baník Ostrava
Né à Ostrava en Tchéquie, Marek Jankulovski est formé par le club local du Baník Ostrava, où il commence sa carrière professionnelle.

#### SSC Naples
Ses bonnes prestations avec le Baník Ostrava l'amène à être suivi par plusieurs clubs européens dont le SSC Naples qui le recrute en juillet 2000 sous les recommandations de son compatriote Zdeněk Zeman, tout juste nommé entraîneur de l'équipe. Il rejoint donc un club prestigieux mais promu en Serie A qui sort de deux saisons à l'étage inférieur. 
Jankulovski fait ses débuts avec son nouveau club lors de la quatrième journée du championnat, sur la pelouse de l'US Lecce, le 1er novembre 2000. Il est titulaire et les deux équipes se séparent sur un score nul (1-1). Quatre jours plus tard, lors de la journée suivante, il marque son premier but sous ses nouvelles couleurs face au L. R. Vicence Virtus, mais les Napolitains s'inclinent sur le score de deux buts à un. Les mauvais résultats de l'équipe, qui ne gagne aucun match après huit journées, amènent Zeman, l'homme à l'origine de la venue de Jankulovski à Naples, à être limogé. Il est remplacé par Emiliano Mondonico, qui en quête de résultats préfère utiliser le Tchèque avec parcimonie ou le laisser sur le banc. Jankulovski refait son apparition de façon plus régulière avec l'équipe en fin de saison mais n'empêche pas la descente de Naples en Serie B, le club terminant le championnat à la 17e place (sur 18).
Un nouveau coach, Luigi De Canio, est nommé à la tête du Napoli pour la saison 2001-2002, et permet à Jankulovski d'avoir davantage sa chance. Il est titularisé dès le premier match, le 24 août 2001, lors de la victoire (0-2) sur la pelouse du Genoa CFC puis il enchaîne les matchs et les bonnes prestations, ce qui attire l'Udinese Calcio qui le fait signer dès février 2002, avant de le prêter jusqu'à la fin de saison à Naples. Cette expérience en deuxième division lui permet d'avoir du temps de jeu et de s'aguerrir mais son équipe ne réussit pas à remonter en première division, calant à la 5e place, juste derrière celles qui pouvaient lui permettre de monter. En tout il joue 33 matchs et marque 6 buts toutes compétitions confondues pour sa seconde saison à Naples.

#### Udinese Calcio
En juillet 2002, Jankulovski rejoint donc l'Udinese Calcio comme prévu, pour un transfert qui rapporte 3,5 millions à Naples. Il retrouve la Serie A et joue son premier match sous ses nouvelles couleurs lors de la deuxième journée du championnat le 15 septembre 2002, lors du match nul face au Parme AC (1-1). Il s'impose immédiatement comme un membre essentiel de l'équipe. Le 2 février 2003, il marque son premier but pour l'Udinese lors du match retour face au Parme AC mais son équipe s'incline (3-2).
Le 24 mai 2003, Jankulosvki marque son le deuxième but de son équipe face à la Lazio Rome, en championnat, permettant à son équipe de l'emporter par deux buts à un.
Lors de la saison 2003-2004, il inscrit son premier but de la saison face à la Juventus de Turin, en championnat. Son équipe s'incline toutefois lourdement par quatre buts à un,.

#### Milan AC

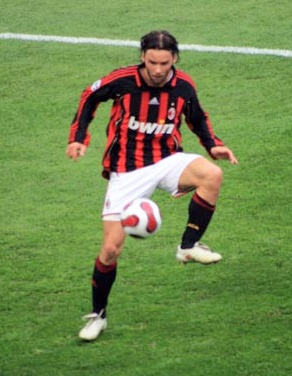
Jankulovski sous les couleurs du Milan AC en 2007.

Marek Jankulovski rejoint le Milan AC, en juillet 2005. 
Jankulovski joue son premier match pour le Milan AC le 28 août 2005, à l'occasion de la première journée de la saison 2005-2006 de Serie A face à l'Ascoli Calcio. Il entre en jeu à la place de Kakhaber Kaladze et les deux équipes se neutralisent (1-1 score final).
Il est élu joueur tchèque de la saison 2007-2008.
Jankulovski peine dans sa première saison au Milan AC avec la concurrence de Serginho et Paolo Maldini. La saison suivante, il est l'un meilleurs joueurs milanais, inscrivant trois buts. Le 23 mai 2007, il est titulaire lors de la victoire (2-1) en la finale de Ligue des Champions face à Liverpool. Il marque également le deuxième but du Milan contre Séville en Supercoupe de l'UEFA le 31 août 2007, remportée par les Rossonerri (3-1).
La saison 2008-2009 est une saison noire pour Marek qui accumule les bourdes au point que Gianluca Zambrotta est titularisé à sa place sur le côté gauche.
En juin 2011, à 34 ans, il décide de quitter l'Italie, après le titre de champion d'Italie obtenu avec l'AC Milan.

#### Retour au Baník Ostrava
Le 10 octobre 2011, il s'engage jusqu'à la fin de la saison au Banik Ostrava. 
À la suite d'une blessure récurrente au genou gauche, il annonce la fin de sa carrière le 20 février 2012 à l'âge de 34 ans,.

### Carrière internationale

#### En jeunes
Marek Jankulovski est retenu par le sélectionneur des espoirs, Karel Brückner, pour participer à l'Euro espoir 2000 organisé en Slovaquie. Les jeunes tchèques font bonne impression durant cette compétition puisqu'ils se hissent jusqu'en finale, et Jankulovski occupe un rôle de titulaire dans la défense durant le tournoi. Il se fait remarquer en marquant un but face aux Pays-Bas le 29 mai, répondant à l'ouverture du score d'Anthony Lurling. Les jeunes tchèques l'emportent finalement par trois buts à un. Le 4 juin a lieu la finale et la Tchéquie est battue par l'Italie d'Andrea Pirlo, double buteur et bourreau des Tchèques, qui s'inclinent ce jour-là par deux buts à un.

#### Avec les A
Marek Jankulovski honore sa première sélection avec l'équipe nationale de Tchèquie le 8 février 2000, à l'occasion d'un match amical contre le Mexique. Il est titularisé ce jour-là et son équipe s'impose par deux buts à un.
Il dispute l'Euro 2000, 2004 et 2008 ainsi que la Coupe du monde 2006.

### Style de jeu
Marek Jankulovski évolue principalement au poste d'arrière gauche, il est toutefois connu pour sa polyvalence : il est capable de jouer à tous les postes côté gauche. Il est également reconnu pour ses qualités techniques balle au pied et sait tirer les coups de pied arrêtés. 

### Reconversion
Le 11 juin 2018, Marek Jankulovski est nommé directeur sportif du Banik Ostrava, où il avait fini sa carrière en 2012.

## Vie personnelle
Son père, Pando Jankulovski, est un macédonien ethnique qui émigre en Tchécoslovaquie alors que sa mère est tchèque.

## Statistiques
| Saison                | Club                  | Championnat           | Championnat | Championnat | Coupe(s) nationale(s) | Coupe(s) nationale(s) | Compétition(s) continentale(s) | Compétition(s) continentale(s) | Compétition(s) continentale(s) | Total | Total |
| Saison                | Club                  | Division              | M.          | B.          | M.                    | B.                    | Comp.                          | M.                             | B.                             | M.    | B.    |
| 1994-1995             | Baník Ostrava         | 1. Liga               | 1           | 0           | -                     | -                     | -                              | -                              | -                              | 1     | 0     |
| 1995-1996             | Baník Ostrava         | 1. Liga               | 9           | 1           | -                     | -                     | -                              | -                              | -                              | 9     | 1     |
| 1996-1997             | Baník Ostrava         | První Liga            | 21          | 1           | -                     | -                     | -                              | -                              | -                              | 21    | 1     |
| 1997-1998             | Baník Ostrava         | Gambrinus liga        | 26          | 3           | -                     | -                     | -                              | -                              | -                              | 26    | 3     |
| 1998-1999             | Baník Ostrava         | Gambrinus liga        | 26          | 2           | -                     | -                     | -                              | -                              | -                              | 26    | 2     |
| 1999-2000             | Baník Ostrava         | Gambrinus liga        | 27          | 8           | -                     | -                     | -                              | -                              | -                              | 27    | 8     |
| Sous-total            | Sous-total            | Sous-total            | 110         | 15          | -                     | -                     | -                              | -                              | -                              | 110   | 15    |
| 2000-2001             | SSC Naples            | Serie A               | 20          | 3           | -                     | -                     | -                              | -                              | -                              | 20    | 3     |
| 2001-2002             | SSC Naples            | Serie B               | 31          | 5           | 2                     | 1                     | -                              | -                              | -                              | 33    | 6     |
| Sous-total            | Sous-total            | Sous-total            | 51          | 8           | 2                     | 1                     | -                              | -                              | -                              | 53    | 9     |
| 2002-2003             | Udinese Calcio        | Serie A               | 27          | 5           | 2                     | 0                     | -                              | -                              | -                              | 29    | 5     |
| 2003-2004             | Udinese Calcio        | Serie A               | 32          | 6           | 4                     | 2                     | C3                             | 2                              | 0                              | 38    | 8     |
| 2004-2005             | Udinese Calcio        | Serie A               | 32          | 4           | 3                     | 0                     | C3                             | 2                              | 0                              | 37    | 4     |
| Sous-total            | Sous-total            | Sous-total            | 91          | 15          | 9                     | 2                     | -                              | 4                              | 0                              | 104   | 17    |
| 2005-2006             | Milan AC              | Serie A               | 22          | 1           | 4                     | 0                     | C1                             | 2                              | 0                              | 28    | 1     |
| 2006-2007             | Milan AC              | Serie A               | 33          | 3           | 4                     | 0                     | C1                             | 13                             | 0                              | 50    | 3     |
| 2007-2008             | Milan AC              | Serie A               | 14          | 0           | 2                     | 1                     | C1                             | 3                              | 0                              | 19    | 1     |
| 2008-2009             | Milan AC              | Serie A               | 31          | 0           | 1                     | 0                     | C3                             | 6                              | 1                              | 38    | 1     |
| 2009-2010             | Milan AC              | Serie A               | 12          | 0           | 2                     | 0                     | C1                             | 2                              | 0                              | 16    | 0     |
| 2010-2011             | Milan AC              | Serie A               | 5           | 0           | 1                     | 0                     | C1                             | 1                              | 0                              | 7     | 0     |
| Sous-total            | Sous-total            | Sous-total            | 117         | 4           | 14                    | 1                     | -                              | 27                             | 1                              | 158   | 6     |
| 2011-2012             | Baník Ostrava         | Gambrinus liga        | 1           | 0           | -                     | -                     | -                              | -                              | -                              | 1     | 0     |
| Sous-total            | Sous-total            | Sous-total            | 1           | 0           | -                     | -                     | -                              | -                              | -                              | 1     | 0     |
| Total sur la carrière | Total sur la carrière | Total sur la carrière | 370         | 42          | 25                    | 4                     | -                              | 31                             | 1                              | 426   | 47    |

### Buts internationaux
| 0  | Date               | Lieu                                        | Adversaire           | Score | Résultats | Compétitions                            |
| -- | ------------------ | ------------------------------------------- | -------------------- | ----- | --------- | --------------------------------------- |
| 1  | 1er septembre 2001 | Laugardalsvöllur, Reykjavik, Islande        | Islande              | 3-1   | 3-1       | Éliminatoires de la Coupe du monde 2002 |
| 2  | 5 septembre 2001   | Na Stínadlech, Teplice, République Tchèque  | Malte                | 1-0   | 3-2       | Éliminatoires de la Coupe du monde 2002 |
| 3  | 12 octobre 2002    | Stade Zimbru, Chișinău, Moldavie            | Moldavie             | 0-1   | 0-2       | Éliminatoires de l'Euro 2004            |
| 4  | 2 avril 2003       | Generali Arena, Prague, République Tchèque  | Autriche             | 4-0   | 4-0       | Éliminatoires de l'Euro 2004            |
| 5  | 11 octobre 2003    | Stade Ernst-Happel, Vienne, Autriche        | Autriche             | 0-1   | 2-3       | Éliminatoires de l'Euro 2004            |
| 6  | 30 novembre 2003   | Na Stínadlech, Teplice, République Tchèque  | Canada               | 1-0   | 5-1       | Match amical                            |
| 7  | 30 mars 2005       | Estadi Comunal, Andorre-la-Vieille, Andorre | Andorre              | 0-1   | 0-4       | Éliminatoires de la Coupe du monde 2006 |
| 8  | 26 mai 2006        | Tivoli Neu, Innsbruck, Autriche             | Arabie saoudite      | 2-0   | 2-0       | Match amical                            |
| 9  | 8 septembre 2007   | Stadio Olimpico, Serravalle, Saint-Marin    | Saint-Marin          | 0-2   | 0-3       | Éliminatoires de l'Euro 2008            |
| 10 | 12 septembre 2007  | Generali Arena, Prague, République Tchèque  | République d'Irlande | 1-0   | 1-0       | Éliminatoires de l'Euro 2008            |
| 11 | 20 août 2008       | Stade de Wembley, Londres, Angleterre       | Angleterre           | 1-2   | 2-2       | Match amical                            |

## Palmarès
Milan AC
- Vainqueur de la Ligue des champions
  - 2007.
- Vainqueur de la Supercoupe de l'UEFA
  - 2007.
- Vainqueur de la Coupe du monde des clubs
  - 2007
- Vainqueur du Championnat d'Italie
  - 2010-2011